# Nico

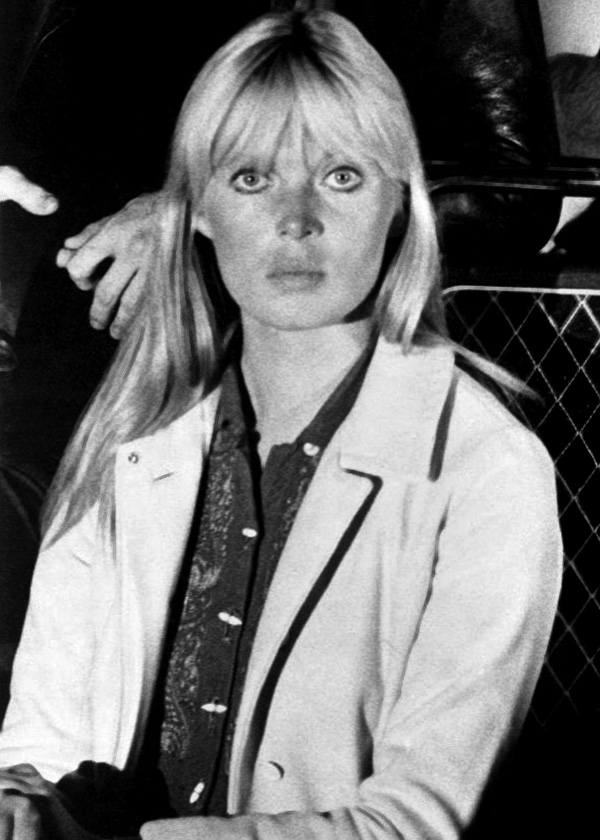
Nico 1966.

Christa Päffgen, mer känd under pseudonymen Nico, född 16 oktober 1938 i Köln, Tyskland, död 18 juli 1988 på Ibiza, Spanien, var en tysk singer-songwriter, modell och skådespelerska.

## Biografi

### Tidiga år och modellkarriär
Päffgen föddes i Köln, men flyttade med modern till Berlin 1946. Där fick hon arbete som sömmerska, och inledde vid 16 års ålder en karriär som fotomodell efter att ha upptäckts av fotografen Herbert Tobias. Han var den som gav henne smeknamnet Nico efter filmskaparen Nikos Papatakis, som varit hennes pojkvän. Nico flyttade därefter till Paris och arbetade för tidningarna Vogue, Tempo, Vie Nuove, Mascotte Spettacolo, Camera, Elle och andra modemagasin under det sena 1950-talet.

### Musikkarriär
Nico är kanske främst ihågkommen för att varit kvinnlig huvudvokalist (tillsammans med den manliga huvudvokalisten Lou Reed) på The Velvet Undergrounds album The Velvet Underground and Nico från 1967. Efter sin tid med The Velvet Underground gjorde hon ett antal album som soloartist. Hennes särpräglade musik byggde till stor del på samspelet mellan hennes mörka altröst och en tramporgel, och har haft ett stort inflytande på gothen. Av hennes soloalbum kan Chelsea Girl från 1967 betraktas som det mest lättlyssnade, medan The Marble Index från 1969, Desertshore från 1970 och The End från 1974 (samtliga producerade av John Cale) brukar räknas som mer kompromisslösa.

### Död
Den 18 juli 1988 skadades Nico i en cykelolycka under en semestertur på Ibiza. Hon slog i huvudet och blev tagen till sjukhus, där hon avled samma dag. Dödsorsaken fastställdes senare till en kraftig hjärnblödning. 
Nico ligger begravd på skogskyrkogården Friedhof Grunewald-Forst i skogen Grunewald i Berlin, på samma plats som modern.

## Diskografi
- 1967 – The Velvet Underground and Nico
- 1968 – Chelsea Girl
- 1969 – The Marble Index
- 1970 – Desertshore
- 1973 – The End
- 1974 – June 1, 1974
- 1981 – Drama of Exile
- 1982 – Do or Die: Nico in Europe (tour diary)
- 1985 – Nico Live in Pécs
- 1985 – Camera Obscura
- 1986 – Live Heroes
- 1986 – Behind the Iron Curtai
- 1987 – Nico in Tokyo
- 1988 – Fata Morgana (Nico's Last Concert)
- 1989 – Hanging Gardens
- 1994 – Heroine
- 2002 – Innocent & Vain